# The Amazing Race
 (décembre 2024).
- Si vous ne connaissez pas le sujet, laissez ce bandeau (vous pouvez alors contacter les auteurs).
- Si vous supprimez le contenu mis en cause (vous pouvez préalablement contacter les auteurs),

argumentez précisément cette suppression dans la page de discussion
(un manque de référence n'est pas un argument ; une recherche réelle de référence doit avoir été effectuée, être formellement documentée).
The Amazing Race, connu aussi sous le nom de Le Rallye autour du monde, est une émission de téléréalité initialement américaine dans laquelle des équipes de deux  ou de quatre personnes effectuent un rallye, à travers le monde, le tout en étant en compétition avec les autres équipes.
Cette série a gagné douze Primetime Emmy Awards . Même si cette émission a bougé souvent de place dans le prime time durant la semaine, ce programme a eu une moyenne d'environ 10 millions de cote d'écoute par saison.

## Concept
Les participants ont pour objectif d'arriver les premiers aux points de repos, situés à la fin de chaque partie de la course. Arriver dernier représente une élimination ou un désavantage considérable pour la prochaine partie de la course.
Les participants voyagent dans de nombreux pays à l'aide de divers moyens de transports incluant avions, hélicoptères, camions, bicyclettes, taxis, voitures de location, trains, autobus, bateau ou à pied.
Les indices présentés à chaque étape mènent les participants à la prochaine destination, ou les amènent à effectuer une épreuve, en solo ou en duo. Ces épreuves sont liées en quelque sorte à la culture du pays où ils se trouvent.
Les équipes sont éliminées progressivement, la première équipe qui franchit la ligne d'arrivée de la dernière étape du rallye (n'opposant plus que trois équipes), remporte le grand prix d'un million de dollars.
Ce jeu télévisé s'apparente beaucoup à l'émission de téléréalité française Pékin Express, qui, elle aussi, suit des équipes de deux dans une course, mais se concentrant sur différentes régions du monde.

## Diffusions
Elle est diffusée aux États-Unis sur CBS depuis le 5 septembre 2001 (en Haute Définition depuis 2010). Cette émission a été créée par Elise Doganieri et Bertram van Munster, qui, avec Jonathan Littman, servent de producteur délégué. L'émission est produite par Earthview Inc. (dirigé Doganieri et van Munster), Bruckheimer Television pour CBS Television Studios et ABC Studios. Pour toutes les saisons, la série est animée par la personnalité néo-zélandaise Phil Koeghan.
Une version française sous le nom Amazing Race a été créée en 2012, sur la chaine D8, mais par manque d'audience, il n'aura qu'une seule saison. La version originale est diffusée depuis le 20 mai 2014 sur la chaine de la TNT HD, Numéro 23, qui a entamé la diffusion par la saison 19.
Elle est diffusée sur China channel depuis 2001, et sur Canal Évasion en Inde.
Une version traduite en français est diffusée sur Évasion au Québec.

## Éditions par pays
| Région / Pays d'origine | Nom original                                    | Années              | Chaîne                                             | Animateur(ice)                                                              | Nombre de saison | Récompense                                                           |
| ----------------------- | ----------------------------------------------- | ------------------- | -------------------------------------------------- | --------------------------------------------------------------------------- | ---------------- | -------------------------------------------------------------------- |
| Algérie                 | The Amazing Race DZ                             | 2021                | MTV Algérie                                        | Salim Halimouche                                                            | 1                | 10,000,000 DZD                                                       |
| Amérique latine         | The Amazing Race                                | 2009-               | Discovery Channel (Saisons 1-2) Spaceo (Saison 3-) | Harris Whitbeck (en) (Saisons 1-3) Paulo Zulu (pt) (Saison 4)               | 4                | 250 000US$                                                           |
| Asie                    | The Amazing Race Asia                           | 2006-2008 2010 2016 | AXA Asia                                           | Allan Wu Tara Basro (5)                                                     | 5                | 100 000US$                                                           |
| Australie               | The Amazing Race Australia                      | 2011-               | Seven Network                                      | Grant Bowler (1-3) Beau Ryan (4-6) Scott Tweedie (6)                        | 6                | 250 000A$2 voitures Isuzu (6)                                        |
| Brésil                  | The Amazing Race: A Corrida Milionária          | 2007-2008           | RedeTV!                                            | Rony Curvelo                                                                | 1                | 500 000R$                                                            |
| Canada                  | The Amazing Race Canada                         | 2013-               | CTV                                                | Jon Montgomery                                                              | 8                | 250 000CAD$ 2 Chevrolet Un tour du monde                             |
| Chine                   | The Amazing Race: China Rush                    | 2010-2012           | ICS (saison 1) Dragon TV (saison 2-)               | Allan Wu                                                                    | 3                | Un tour du monde                                                     |
| Chine                   | The Amazing Race China                          | 2014-2017           | Shenzhen TV                                        | Andy On (1) Allan Wu (1-4)                                                  | 4                | 2 trophées, 2 Infiniti Q50 (1-2) Argent à donner pour Pearl Necklace |
| États-Unis              | The Amazing Race                                | 2001-               | CBS                                                | Phil Keoghan                                                                | 34               | 1 000 000$US                                                         |
| France                  | Amazing Race                                    | 2012                | D8                                                 | Alexandre Delpérier                                                         | 1                | 50 000€                                                              |
| Israël                  | המירוץ למיליון HaMerotz LaMillion               | 2009 2011-2020      | Aroutz 2 (1-5) Channel 13 (6-8) Channel 12 (9)     | Raz Meirman (saison 1) Ron Shahar (2-8) Yehuda Levi (9)                     | 9                | 1 000 000₪                                                           |
| Norvège                 | The Amazing Race Norge                          | 2012-2013           | TV 2                                               | Freddy dos Santos                                                           | 2                | 500 000NOKSubaru XV (1) Subaru Forester (2)                          |
| Philippines             | The Amazing Race Philippines                    | 2012 2014           | TV5                                                | Derek Ramsay (en)                                                           | 2                | 2 000 000₱ 2 Kia Sportage + 2 maisons (2)                            |
| Ukraine                 | Великі перегони Velyki perehony                 | 2013                | 1+1                                                | Oleksandr "Fozzy" Sydorenko                                                 | 1                | 500 000₴                                                             |
| Vietnam                 | The Amazing Race Vietnam – Cuộc đua kỳ thú 2012 | 2012-2019           | Vietnam Television MTV Vietnam (en)                | Dustin Nguyen (1) Huy Khánh (2,3,5) Phan Anh (4) Song Luân, Hương Giang (6) | 6                | 300 000 000₫                                                         |